# Praça da Catedral, Milão (pintura)
Praça da Catedral, Milão é uma pintura de 1968 de Gerhard Richter. A pintura fotorrealística é uma das maiores pinturas figurativas de Richter com 2,75 m x 2,90 m. Retrata a Praça da Catedral de Milão, entre a Galleria Vittorio Emanuele e a Catedral de Milão. Foi vendido pela Sotheby's em Nova York em 14 de maio de 2013 por 37,1 milhões de dólares, quebrando o preço recorde de uma pintura de Richter para Abstraktes Bild (809-1).

## História
Praça da Catedral, Milão foi encomendado pela Siemens Elettra e de 1968 a 1998 pendurado em seus escritórios em Milão. Em 1998 foi comprada pela família Pritzker e esteve em exibição por mais de dez anos no Park Hyatt Hotel em Chicago. Em 2013, a Hyatt Hotels Corporation consignou-o à Sotheby's para ser leiloado. Foi adquirido por Donald L. Bryant, um colecionador de arte californiano e fundador da Bryant Family Vineyard no condado de Napa.